# Ковальчук Юрій Олександрович (старший солдат)
Ю́рій Олекса́ндрович Ковальчу́к (нар. 17 квітня 1991 — 29 липня 2015) — старший солдат Збройних сил України, учасник російсько-української війни.

## З життєпису
Народився 1991 року в селі Андрушки Житомирської області, де закінчив школу. Вступив до Житомирського автодорожнього технікуму, по тому працював оператором БУМу — на цукровому заводі ТОВ «Сігнет-Центр». Виступав за аматорський футбольний клуб «Андрушки». 2012 року пройшов строкову військову службу в лавах ЗСУ.
Мобілізований 8 серпня 2014 року, старший солдат, стрілець-помічник гранатометника, 17-й окремий мотопіхотний батальйон 57-ї мотопіхотної бригади.
29 липня 2015-го помер у стані коми, не приходячи до тями (у Дніпропетровській обласній лікарні ім. Мечникова) від важких поранень у голову та груди, яких зазнав у ніч з 22 на 23 липня в бою поблизу Горлівки.
31 липня Юрія провели в останню путь у Андрушках.
Без Юрія лишились дружина та син 2013 р.н.

## Нагороди
За особисту мужність, сумлінне та бездоганне служіння Українському народові, зразкове виконання військового обов'язку відзначений — нагороджений
- нагороджений орденом «За мужність» ІІІ ступеня (22.9.2015, посмертно)[1]
- 13 жовтня 2015-го в школі, котру закінчив Юрій Ковальчук, відкрито меморіальну дошку його честі
- рішенням сесії Андрушківської сільської ради вулицю Комсомольську перейменовано на вулицю Юрія Ковальчука.